# زارشن
زارشن (به لهستانی:  Zarszyn) یک روستا در لهستان است که در گمینا زارشن واقع شده‌است.